# Wartales
Wartales est un jeu vidéo de rôle tactique développé par Shiro Games et publié par Shiro Unlimited, sorti en 2023 sur Nintendo Switch, Microsoft Windows et Xbox Series. Le joueur gère un groupe de mercenaires qui tente de survivre dans un monde low fantasy qui tente de se remettre d'une épidémie.

## Histoire
Après avoir été frappée par une peste magique, une terre médiévale souffre de pénuries et de banditisme.

## Système de jeu
Wartales est un jeu de rôle tactique avec un gameplay bac-à-sable. Le jeu propose un monde ouvert dans lequel le joueur parcourt la carte du monde et découvre des points d'intérêt, tels que des villes, des donjons et d'autres mercenaires. Lorsque le groupe du joueur rencontre des personnages ou des animaux hostiles non-joueurs, le combat au tour par tour est joué sur une carte tactique. Il existe des éléments de survie, dans lesquels les personnages rassemblent les ressources nécessaires, telles que de la nourriture crue ou du cuir, et fabriquent des objets à partir d'elles, tels que des aliments cuits ou des vêtements.
Les personnages se fatiguent en voyageant et se reposer dans un camp est nécessaire une fois qu'ils sont épuisés. Si les mercenaires des joueurs ne sont pas nourris au camp, ils peuvent déserter. Pendant leur repos au camp, les personnages peuvent s'engager dans diverses actions liées à leur profession, telles que cuisinier, forgeron et évaluer les reliques trouvées au cours de leurs aventures.
Les joueurs peuvent activer la progression du monde au même niveau que leur personnage. S'ils choisissent de ne pas le faire, les régions de la carte deviennent progressivement plus difficiles à mesure que les joueurs voyagent plus loin. Les joueurs se voient proposer des choix narratifs et chaque région a une histoire sur laquelle le joueur peut enquêter, mais il n'y a pas de quête principale ni d'histoire globale. Le jeu reprend plutôt des éléments d'une simulation économique, obligeant le joueur à trouver des moyens de financer son entreprise de mercenaires en pleine croissance. Il propose un mode multijoueur coopératif.

## Développement
Wartales est développé en France par le studio Shiro Games, basé à Bordeaux. Les développeurs souhaitent éviter d’imposer des quêtes aux joueurs. L'un des objectifs de conception est de permettre de refuser n'importe quelle quête et d'éviter que des quêtes soient ajoutées automatiquement. Les développeurs trouvent également des jeux comme The Elder Scrolls V: Skyrim plus amusants en ignorant la quête principale, ce qui les a incités à ne pas en implémenter dans leur jeu. Au lieu de progresser dans une histoire épique, ils veulent que les joueurs se concentrent sur leur survie dans un monde difficile tout en leur donnant autant de liberté que possible,. Le jeu est entré en accès anticipé le 1er décembre 2021, et est sorti le 12 avril 2023. Il est sorti sur Nintendo Switch et Xbox Series respectivement le 14 septembre et le 31 octobre 2023,. 

## Contenu additionnel
Le contenu téléchargeable Pirates de Belerion est sorti le 14 décembre 2023.
La deuxième extension The Skelmar Invasion sortira le 10 décembre 2024,.

## Accueil

### Critiques
Wartales reçoit globalement des critiques positives selon les notes recensées de la version Windows sur Metacritic. En comparant Wartales à des jeux comme RimWorld et Slaves to Armok II: Dwarf Fortress, le site Rock, Paper, Shotgun loue son gameplay à la tournure aléatoire et sa capacité à créer des anecdotes intéressantes à partir de l'interaction de ses mécanismes de jeu, qui, selon lui, se sont perfectionnés lors de son accès anticipé. Reconnaissant que la demande allait à l'encontre de la conception de base du jeu, il suggère néanmoins d'ajouter une quête principale pour donner plus de dynamisme au jeu. PC Gamer écrit : « ne vous laissez pas berner par son extérieur terne, Wartales est un exercice profond et richement enrichissant de création de groupe ». Commentant la complexité du jeu, New Musical Express déclare que les jeux de rôle hardcore sont tombés en disgrâce, rendant les nouvelles versions « valant leur pesant d'or pillé ». Cependant, il trouve le style artistique de Wartales conservateur et les mécanismes répétitifs une fois que le joueur a progressé dans plusieurs régions. Le critique conclut : « Wartales s'éloigne suffisamment des sentiers battus pour être intéressant, mais il n'est pas assez audacieux ou élégant pour être essentiel ».

### Ventes
En novembre 2024, le jeu s'est vendu à 1 million d'exemplaires, en plus des abonnés au Xbox Game Pass,.

### Note
- (en) Cet article est partiellement ou en totalité issu de l’article de Wikipédia en anglais intitulé « Wartales » (voir la liste des auteurs).